# Pfarrkirche Freinberg

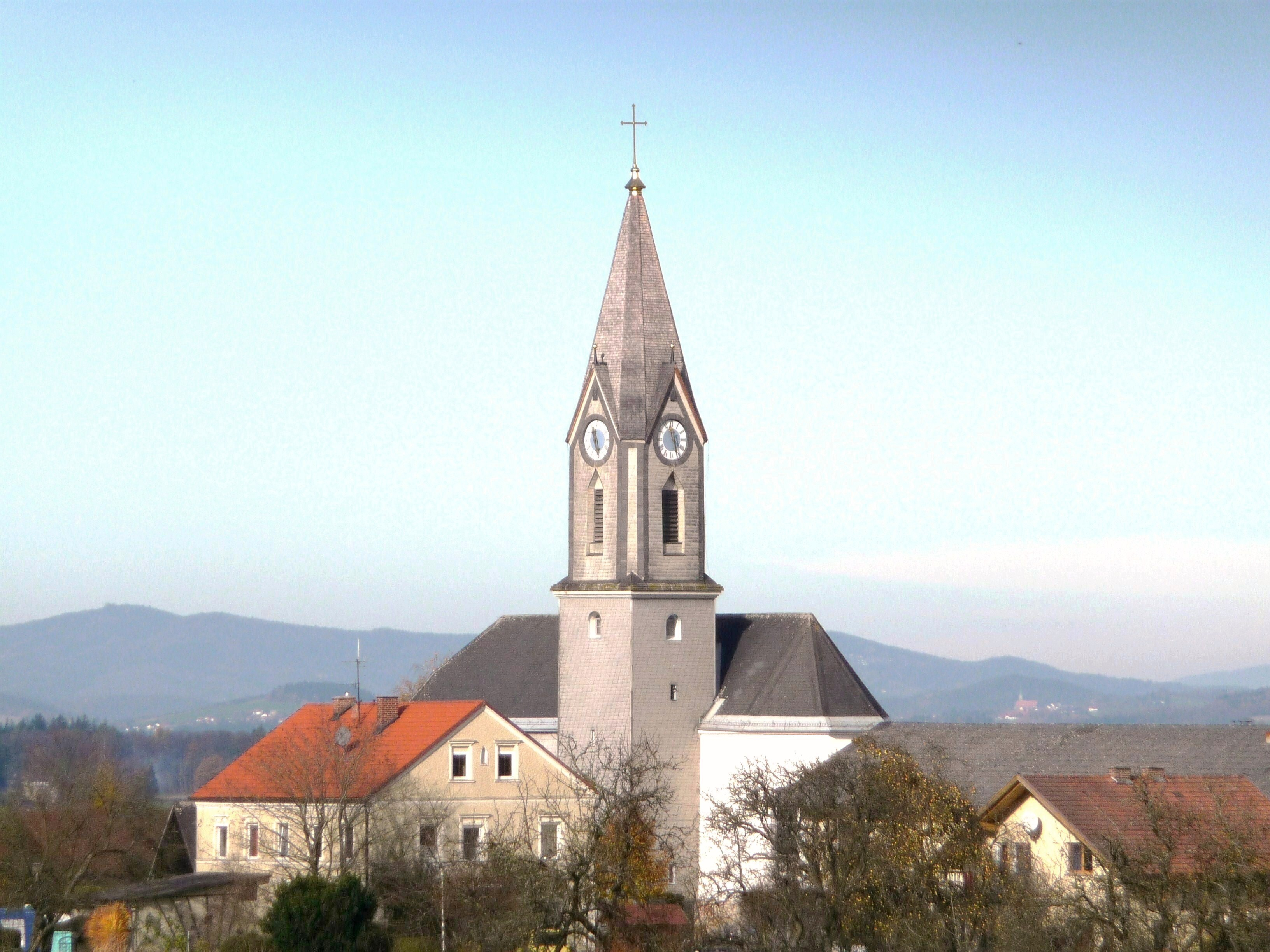
Kath. Pfarrkirche hl. Willibald in Freinberg

Die römisch-katholische Pfarrkirche Freinberg mit dem Patrozinium hl. Willibald steht im Ort Freinberg in der Gemeinde Freinberg im Bezirk Schärding in Oberösterreich. Seit dem 1. Jänner 2023 gehört Freinberg als eine von 12 Pfarrteilgemeinden zur Pfarre Schärding der Diözese Linz. Die Kirche steht unter Denkmalschutz.

## Geschichte
Urkundlich wurde 1179 eine Kirche genannt. Ein gotischer Kirchenbau wurde nach einem Brand 1784 neu erbaut und im 19. Jahrhundert umgebaut.

## Architektur
Der leicht eingezogene zweijochige Chor mit böhmischen Kappen schließt mit einem Dreiachtelschluss. Das Langhaus hat eine Flachdecke. Der Turm im südlichen Chorwinkel trägt einen Spitzhelm aus 1858/1859.

## Ausstattung
Der Hochaltar aus dem Anfang des 19. Jahrhunderts zeigt das Altarblatt der drei Geschwister Willibald, Wunibald und Walburga gemalt von Joseph Bergler der Jüngere (1804) und trägt die Statuen Richard und Wuna in Kostümen des Rokoko.
Es gibt eine Glocke aus dem 15. Jahrhundert.